# 栖盐渍生物膜黄色弯曲菌
栖盐渍生物膜黄色弯曲菌（学名：Flaviflexus salsibiostraticola）也称栖盐生物膜黄弯菌或居盐膜黄色弯曲菌，是黄色弯曲菌属的下属物种。它是一种革兰氏阳性、不形成孢子、非运动性、好氧的球状菌。它首先从韩国的生物膜反应器中分离出来。